# 세인트존구 (그레나다)

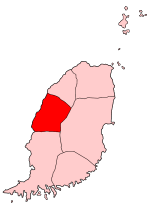
세인트존구의 위치

세인트존구(영어: Saint John Parish)는 그레나다 서부에 위치한 구로 행정 중심지는 구야베이며 면적은 39km2, 인구는 8,591명(2001년 기준)이다.